# Wybory do Parlamentu Europejskiego w Szwecji w 1995 roku

Wyniki wyborów według gmin

Wybory do Parlamentu Europejskiego w Szwecji w 1995 roku były to pierwsze wybory do Europarlamentu w tym kraju. Odbyły się 17 września 1995 roku. Szwedzi wybierali 22 europosłów.
Wybory wygrała Szwedzka Socjaldemokratyczna Partia Robotnicza, która zdobyła 752 817 głosów (28,06%), co dało partii 7 z 22 mandatów. Drugie miejsce z wynikiem 23,17% i 5 mandatów zdobyła Umiarkowana Partia Koalicyjna, a trzecie Partia Zielonych. Mandaty zdobyły także: Partia Lewicy, Partia Centrum i Ludowa Partia Liberałów. Frekwencja wyborcza wyniosła 41,60%.
| Nazwa Partii                                   | Liczba głosów | % głosów | Liczba mandatów |
| ---------------------------------------------- | ------------- | -------- | --------------- |
| Szwedzka Socjaldemokratyczna Partia Robotnicza | 752 817       | 28,06%   | 7               |
| Umiarkowana Partia Koalicyjna                  | 621 568       | 23,17%   | 5               |
| Partia Zielonych                               | 462 092       | 17,22%   | 4               |
| Partia Lewicy                                  | 346 764       | 12,92%   | 3               |
| Partia Centrum                                 | 192 077       | 7,16%    | 2               |
| Ludowa Partia Liberałów                        | 129 376       | 4,82%    | 1               |
| Chrześcijańscy Demokraci                       | 105 173       | 3,92%    | -               |
| Lista Sarajewo                                 | 26 875        | 1,00%    | -               |
| Fria EU-kritiker                               | 18 398        | 0,69%    | -               |
| Lista Sprawiedliwości                          | 14 904        | 0,56%    | -               |
| Nowa Demokracja                                | 2 841         | 0,11%    | -               |
| Suma                                           | 2 683 151     | 100,00   | 22              |